# Olea hansineensis
Olea hansineensis is een slakkensoort uit de familie van de Limapontiidae. De wetenschappelijke naam van de soort is voor het eerst geldig gepubliceerd in 1923 door Agersborg.